# Jean Bourgain
Jean Bourgain (28 de febrero de 1954, Ostende-22 de diciembre de 2018) fue un matemático y profesor universitario belga, miembro del Instituto de Estudios Avanzados de Princeton desde 1994. Recibió su Ph.D. en la Universidad Libre de Bruselas en 1977.
En el año 2000 conectó el problema de Kakeya con la aritmética combinatoria.
Trabajó en diversas áreas del análisis matemático como la geometría del espacio de Banach, el análisis armónico, la combinatoria, la teoría ergódica y las ecuaciones en derivadas parciales. Por su labor se le concedieron numerosos premios, entre los que destacan la Medalla Fields que le otorgó la Unión Matemática Internacional en 1994, el Premio Salem 1983, el Premio Shaw 2010 y el Premio Crafoord (2012), entre otros. Trabajó en el Instituto de Estudios Avanzados de Princeton y fue uno de los editores de la prestigiosa revista Annals of Mathematics.